# Uyuni (plaats)
Uyuni is een stad in Bolivia en is de hoofdstad van de provincie Antonio Quijarro in het departement Potosí.
De stad werd opgericht in 1890 en heeft ongeveer 10.000 inwoners. De stad ligt op de rand van het Hoogland van Bolivia en een bergketen op 3.670 meter boven de zeespiegel. De stad was oorspronkelijk een handelsplaats en is nu een verzamelpunt voor toeristen die de Salar de Uyuni, de grootste zoutvlakte ter wereld, bezoeken. Net buiten de stad is een kerkhof van afgedankte treinstellen (cementerio de trenes).
In juni 2009 kwam Uyuni in het nieuws omdat in de plaats toeristen, waaronder ook Nederlanders, werden vastgehouden door inwoners die een geasfalteerde weg in de stad eisen. Na een paar dagen werden zij weer vrijgelaten. Ook mijnwerkers, die betere werkomstandigheden eisten, zorgden voor een grimmige sfeer.
In 2014, 2015 en 2016 was Uyuni etappeplaats in de Dakar Rally.

## Bezienswaardigheden
- Museo de Trenes, spoorwegmuseum
- Cementerio de trenes, treinenkerkhof in de woestijn

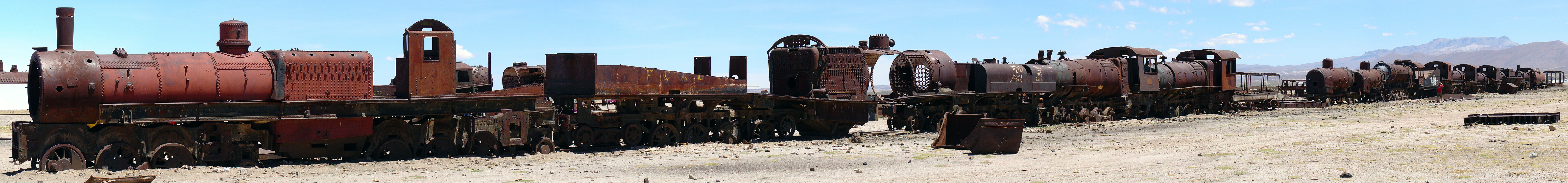
Treinenkerkhof in Uyuni